# Crypsimaga cyanosceptra
Crypsimaga cyanosceptra är en fjärilsart som beskrevs av Edward Meyrick 1931. Crypsimaga cyanosceptra ingår i släktet Crypsimaga och familjen stävmalar. Inga underarter finns listade i Catalogue of Life.